# Damernas bom i gymnastik vid olympiska sommarspelen 1992
Damernas bom i gymnastik vid olympiska sommarspelen 1992 avgjordes den 26 juli-1 augusti i Palau d'Esports de Barcelona.

## Medaljörer
| Gren         | Guld                | Silver             | Brons        |              |
| Damernas bom | Tatiana Lysenko OSS | Lu Li Kina         | Ingen utsedd | Ingen utsedd |
| Damernas bom | Tatiana Lysenko OSS | Shannon Miller USA | Ingen utsedd | Ingen utsedd |

## Resultat

### Kval
| Placering | Gymnast                   | Poäng  |
| --------- | ------------------------- | ------ |
| 1         | Lu Li (CHN)               | 19.812 |
| 2         | Svetlana Boginskaja (EUN) | 19.800 |
| 3         | Tatiana Lysenko (EUN)     | 19.787 |
| 3         | Shannon Miller (USA)      | 19.787 |
| 5         | Cristina Bontaș (ROU)     | 19.762 |
| 6         | Yang Bo (CHN)             | 19.725 |
| 7         | Betty Okino (USA)         | 19.712 |
| 13        | Lavinia Miloşovici (ROU)  | 19.637 |

### Final
| Placering | Gymnast                   | Poäng |
| --------- | ------------------------- | ----- |
|           | Tatiana Lysenko (EUN)     | 9.975 |
|           | Lu Li (CHN)               | 9.912 |
|           | Shannon Miller (USA)      | 9.912 |
| 4         | Cristina Bontaș (ROU)     | 9.875 |
| 5         | Svetlana Boginskaja (EUN) | 9.862 |
| 6         | Elizabeth Okino (USA)     | 9.837 |
| 7         | Yang Bo (CHN)             | 9.300 |
| 8         | Lavinia Miloşovici (ROU)  | 9.262 |